# 威悉河畔菲斯滕貝格
威悉河畔菲斯滕貝格（德語：Fürstenberg (Weser)），德國下薩克森霍爾茨明登縣的一座村落，人口約1,000人。它位於威悉河河畔，境內有一個建於1747年的瓷器生產基地，它是德国第三古老的瓷器制造商。